# 赤羽站
赤羽站（日语：／ Akabane eki */?）位於日本東京都北區赤羽一丁目，是東日本旅客鐵道（JR東日本）的鐵路車站。車站三字母代碼「 ABN 」。

## 停站路線
停靠此站有東北本線與赤羽線2條路線（詳情參見路線條目與「鐵道路線的名稱」），其中東北本線是本站的所屬線，赤羽線以此站為起訖站。停靠本站的東北本線運轉系統主要有經尾久站列車線的宇都宮線（正式路線愛稱）、行駛於東北貨物線（通稱）的湘南新宿線，以及經田端站－本站－浦和站電車線的京濱東北線（通稱）、經武藏浦和站的埼京線（通稱）等。JR東日本官方網站的赤羽站所屬路線為「赤羽線 京濱東北線 埼京線 高崎線 東北本線」。
途經此站的路線名稱與各運行系統名稱如下。
- 東北本線
  -  宇都宮線、高崎線：途經上野站－尾久站－大宮站往小山站、宇都宮站方向（宇都宮線）以及從大宮站分歧往熊谷站、高崎站方向（高崎線）的東北本線中距離列車。分為上野站起訖系統，與經上野站、東京站直通東海道線的上野東京線系統。- 車站編號「JU 04」
  -  湘南新宿線：行走東北本線的東北貨物線（通稱）的中距離電車。經新宿站往大宮站方向（北行）直通宇都宮線、高崎線，往橫濱站方向（南行）直通東海道線、橫須賀線。 - 車站編號「JS 22」
  -  京濱東北線：東北本線大宮站往南以各站停車運行為主的通勤列車。橫濱站起與根岸線直通運行。 - 車站編號「JK 38」
  -  埼京線：從東北本線別線經此站直通赤羽線的通勤列車。與大宮站方向（北行）的川越線及大崎站方向（南行）的臨海線互相直通運行。 - 車站編號「JA 15」
- 赤羽線
  -  埼京線：赤羽線經此站直通東北本線別線的通勤列車。

此站一帶的東北本線是由通稱電車線、列車線、貨物線（通稱東北貨物線）組成的3複線，電車線有京濱東北線列車行走，列車線有宇都宮線、高崎線的上野東京線與上野站起訖列車行走，貨物線有貨物列車與湘南新宿線，以及東武直通特急，還有其他新宿起訖特急等行走。此站往上野方向有不同路線，電車線經王子方向、列車線經尾久方向。另外，貨物線列車不停沒有月台的埼玉新都心站。

## 历史
- 1885年（明治18年）3月1日：日本鐵道設立赤羽站，為一地面站。當時屬品川線（現在的山手線）和其支線的分岐站。
- 1906年（明治39年）11月1日：依據鐵道國有法國有化。
- 1909年（明治42年）10月12日：制定線路名稱，本站屬東北本線。
- 1972年（昭和47年）7月15日：日本國有鐵道（日本國鐵）將路線重組，將品川－新宿－田端的環狀路段編入山手線，池袋－赤羽路段則獨立成為赤羽線。
- 1973年（昭和48年）4月24日：日本國鐵員工發起罷工，令多班列車嚴重延誤，並引起乘客暴動（本站是其中一個發生暴動的地點），最終令翌日首都圈的國鐵列車服務全面癱瘓。
- 1978年（昭和53年）10月1日：配合東北新幹線上野站延伸工程與赤羽線10輛化高架化工程，本站的東北貨物線單線化。之後單線區間延長為東十條站至荒川附近。單線運轉持續至現在的5號線完成、開通為止。
- 1983年（昭和58年）3月2日：赤羽線列車延長至10輛編組，同時將使用月台從5號月台改為高架月台（現7號月台）。
- 1983年（昭和58年）10月2日：池袋站赤羽線專用月台投入服務，赤羽線列車也全面統一為10輛編組。
- 1984年（昭和59年）2月1日：開設在大宮以南在東北貨物線行駛的中距離客車班次，本站在赤羽線高架月台下方設立7號月台讓列車停靠。
- 1985年（昭和60年）9月30日：東北新幹線開業。同日，在東北新幹線高架路段下方建設，經武藏浦和前往大宮的通勤列車新線（東北本線別線）也投入服務。新線經本站和原有的赤羽線組成一個新的運行系統，即為埼京線。
- 1987年（昭和62年）4月1日：國鐵分割民營化，本站由JR東日本接手管理。
- 1990年（平成2年）：為了解決因列車班次過多而造成附近平交道長期封閉的問題，開始車站和附近路段的高架化工程。
- 1998年（平成10年）4月26日：高架化工程完成，廢除附近「打不開的平交道。」
- 1998年（平成10年）12月6日：未完成的東北貨物線上行線高架完成，東北貨物線恢復複線，現5號線啟用[3]。
- 2001年（平成13年）11月18日：智能卡系統Suica正式投入服務。
- 2007年（平成19年）2月：全色LED列車班次資料顯示板投入服務。
- 2011年（平成23年）
  - 3月26日：「ecute赤羽」開幕。
  - 9月23日：北口大廳改建、拓寬與「ecute赤羽」全面開業。
- 2017年（平成29年）3月25日：京濱東北線月台啟用月台門[4]。
- 2018年（平成30年）
  - 10月16日：5、6號線月台開始進行AI無人商店試驗[5]。
  - 11月16日：5、6號線發車音樂改用ELEPHANT KASHIMASHI樂曲[6]。5號線使用的樂曲是《我們的明天》，6號線使用的樂曲是《像今晚的月亮一樣》。

## 車站構造
赤羽站是島式月台4面8線高架車站。檢票口分為北檢票口與南檢票口兩處，分別都有通道連通東西兩側出口。最西側的埼京線月台（7、8號線）正上方是東北新幹線高架。
以前是地面車站，京濱東北線月台位於土堤上，東北本線與赤羽線月台在地面，站房採跨站式設計。之後配合東北新幹線上野站延伸工程，站內新設地下通道，1983年赤羽線月台（當時為5號線，現在的7號線）移往高架。原先規劃是所有路線同步高架化，但為了優先進行東北新幹線建設而選擇分批高架化。也因此，當時埼京線與京濱東北線須花費不少時間轉乘。此外，當時宇都宮線、高崎線池袋站起迄列車行駛的東北貨物線在本站前後皆為單線，因此上、下行列車在本站是使用同一月台。自1990年起，共花費約8年時間才完成車站與周邊線路的高架化與交通立體化。完全高架化後，各線互相換乘更見便利。另外，本站是往山手線東西兩側方向列車的分歧站，因此月台間轉乘的乘客非常多。
京濱東北線在尖峰時刻有部分班次從本站起訖，埼京線在尖峰時刻與白天也有部分班次以本站起訖，早晨與深夜則有在赤羽線區間內（本站至池袋）運行的班次。因此兩線在大宮方向都設有拖上線。
因為本站有很多往大宮站的車次，因此階梯有顯示各路線乘車時間供乘客參考。
在湘南新宿線增停浦和站以前，每個月台看板的相鄰車站都不一樣。

### 月台配置
| 月台 | 路線                         | 方向 | 目的地                                    | 備註                             |
| ---- | ---------------------------- | ---- | ----------------------------------------- | -------------------------------- |
| 1    | 京濱東北線                   | 南行 | 上野、東京、橫濱、磯子方向                | 經橫濱站直通 根岸線              |
| 2    | 京濱東北線                   | 北行 | 川口、浦和、大宮方向                      |                                  |
| 3    | 上野東京線（宇都宮、高崎線） | 上行 | 上野、東京、品川、橫濱、小田原、熱海方向  |                                  |
| 4    | 上野東京線（宇都宮、高崎線） | 下行 | 浦和、大宮、宇都宮、高崎方向              |                                  |
| 5    | 湘南新宿線                   | 南行 | 新宿、橫濱、大船、小田原、逗子方向        | 經大船站直通 東海道線、 橫須賀線 |
| 6    | 湘南新宿線                   | 北行 | 大宮、宇都宮、高崎方向 （通過埼玉新都心） | 經大宮站直通 宇都宮線、高崎線    |
| 7    | 埼京線                       | 南行 | 池袋、新宿、大崎、臨海線、相鐵線方向      | 經大崎站直通臨海線               |
| 8    | 埼京線                       | 北行 | 武藏浦和、大宮、川越方向                  | 經大宮站直通■川越線              |

（來源：JR東日本:車站構內圖 （页面存档备份，存于））
- 在2013年3月16日湘南新宿線增停浦和站後，依然只有4號線的看板顯示往「浦和、大宮、宇都宮、高崎方向」。

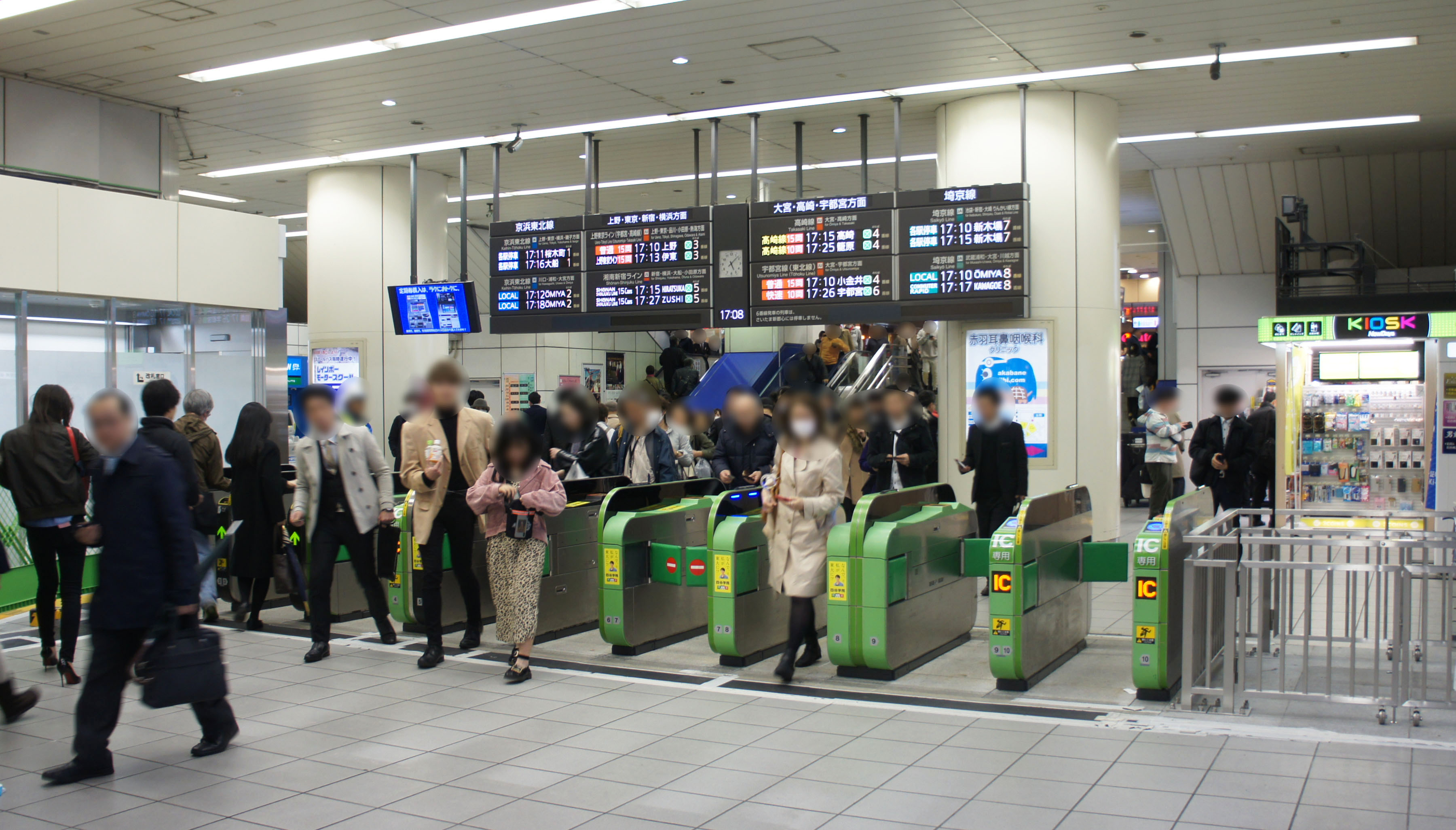
北檢票口（2019年3月）
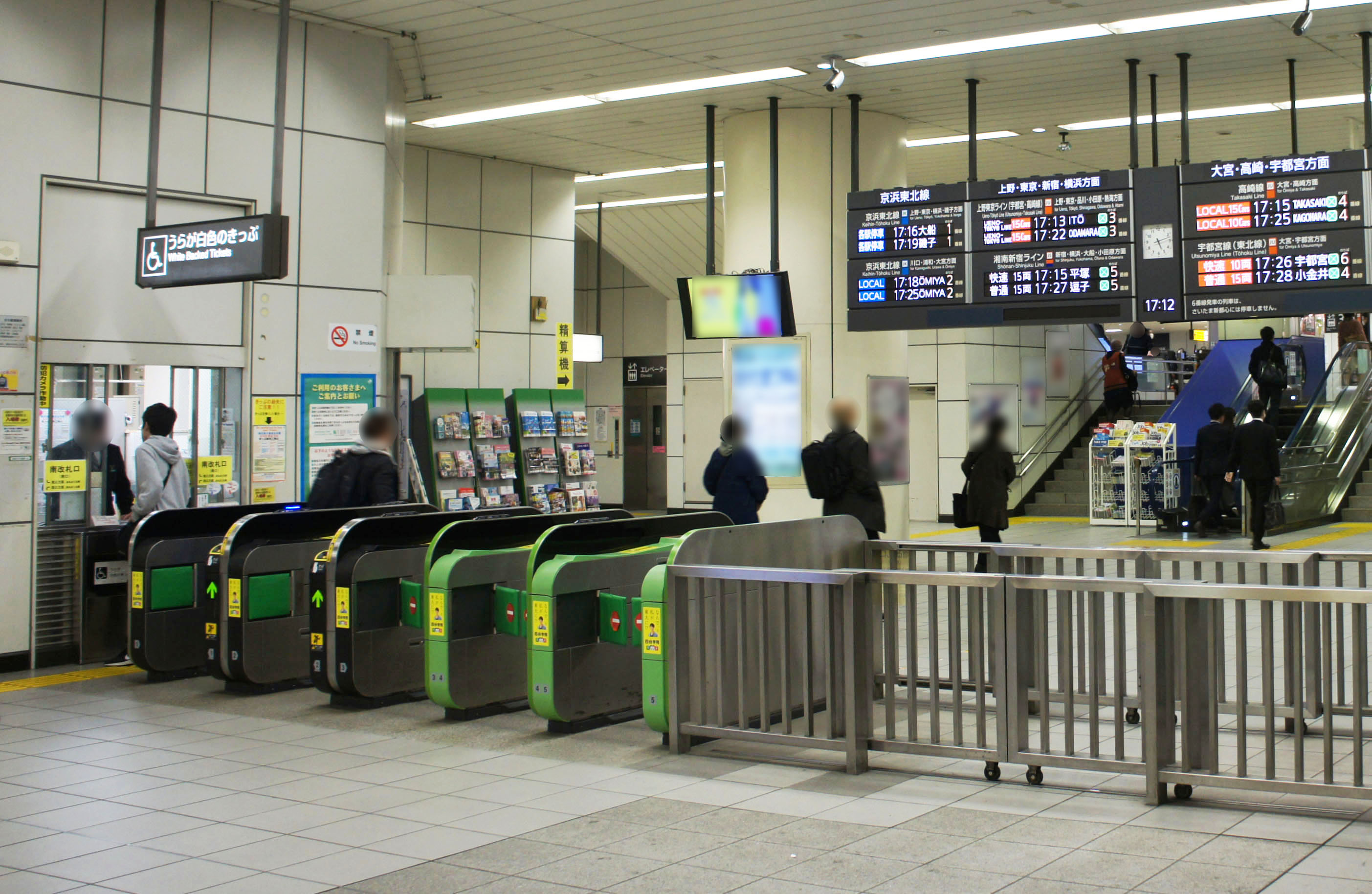
南檢票口（2019年3月）
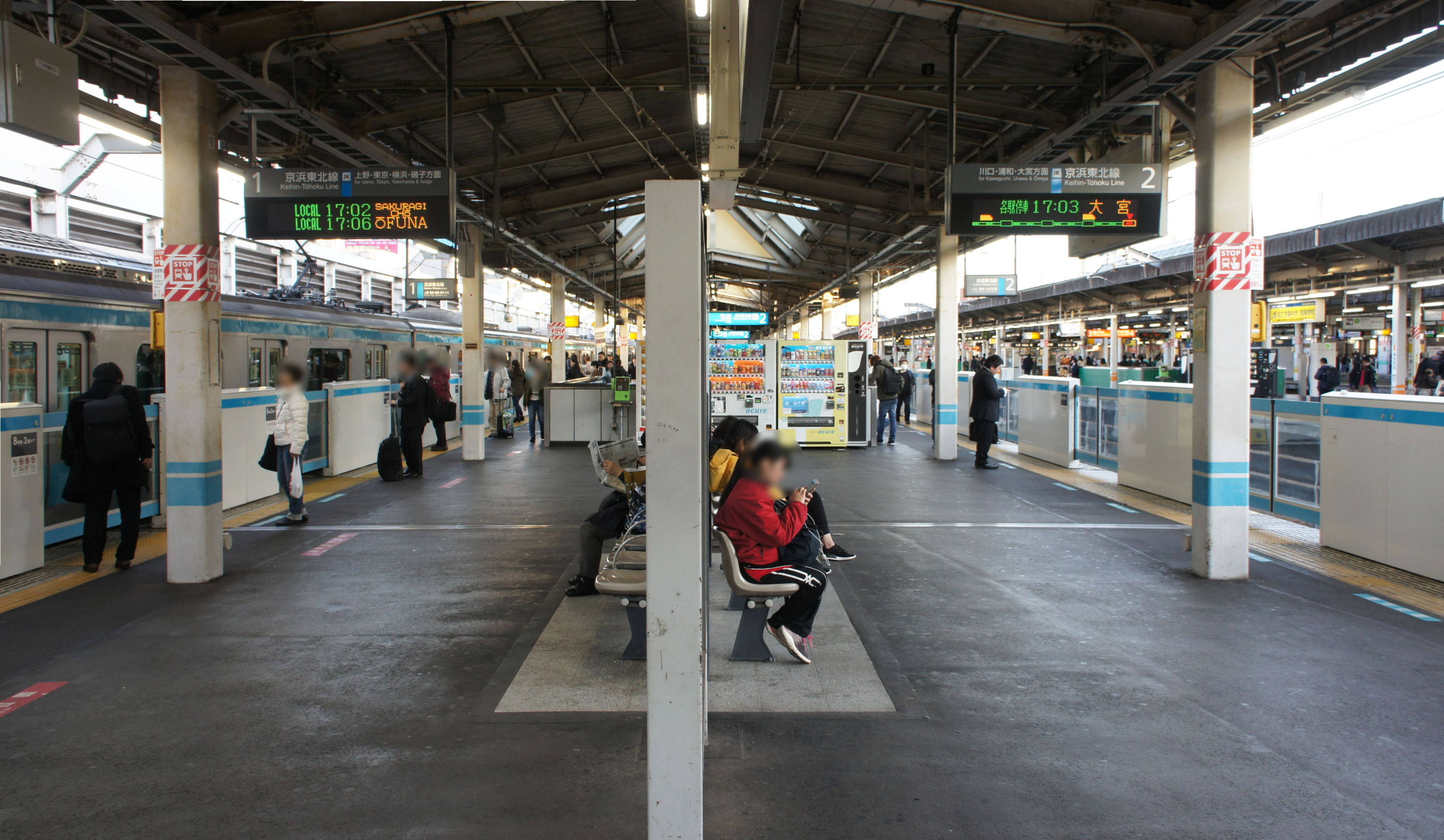
1、2號線月台（2019年3月）
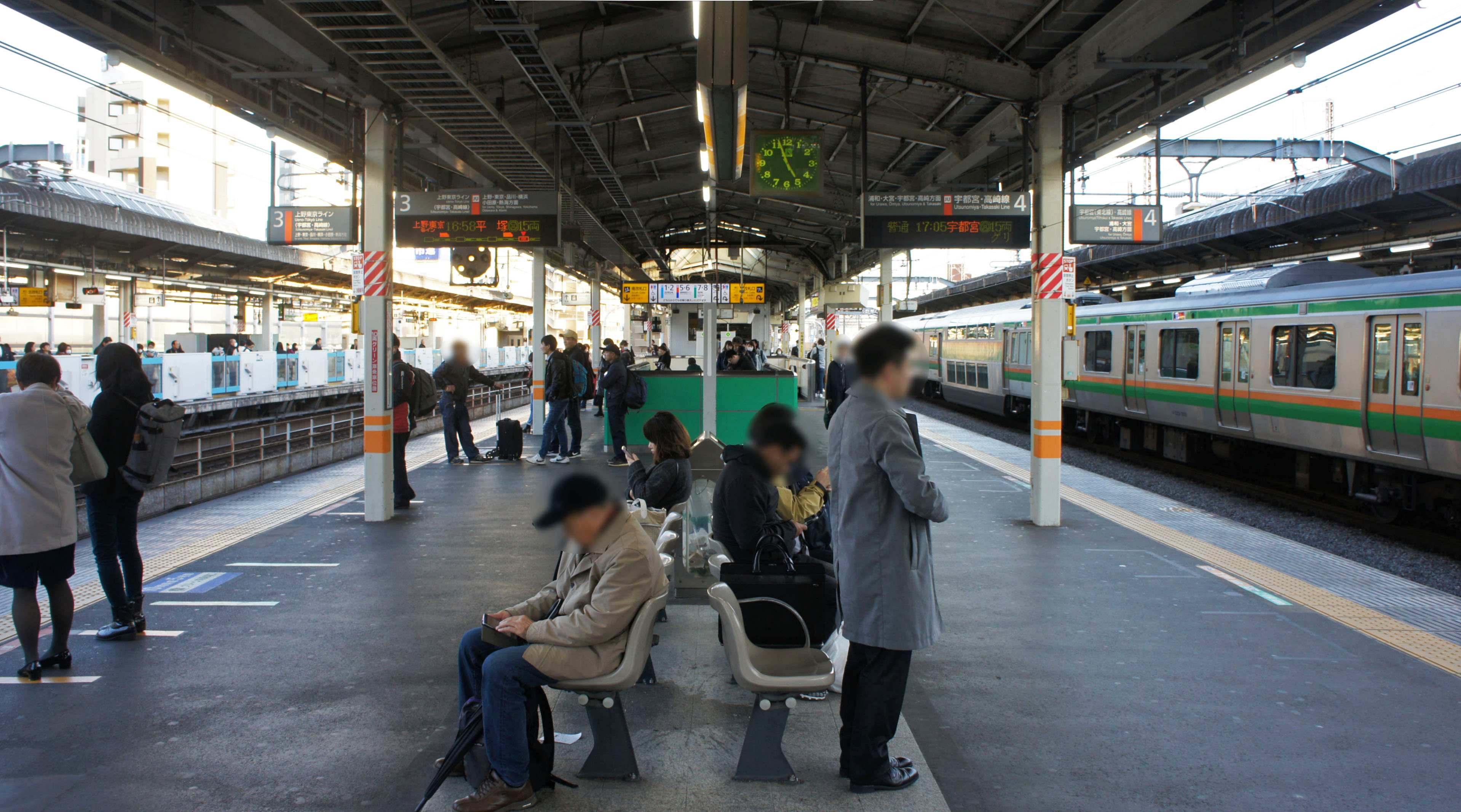
3、4號線月台（2019年3月）
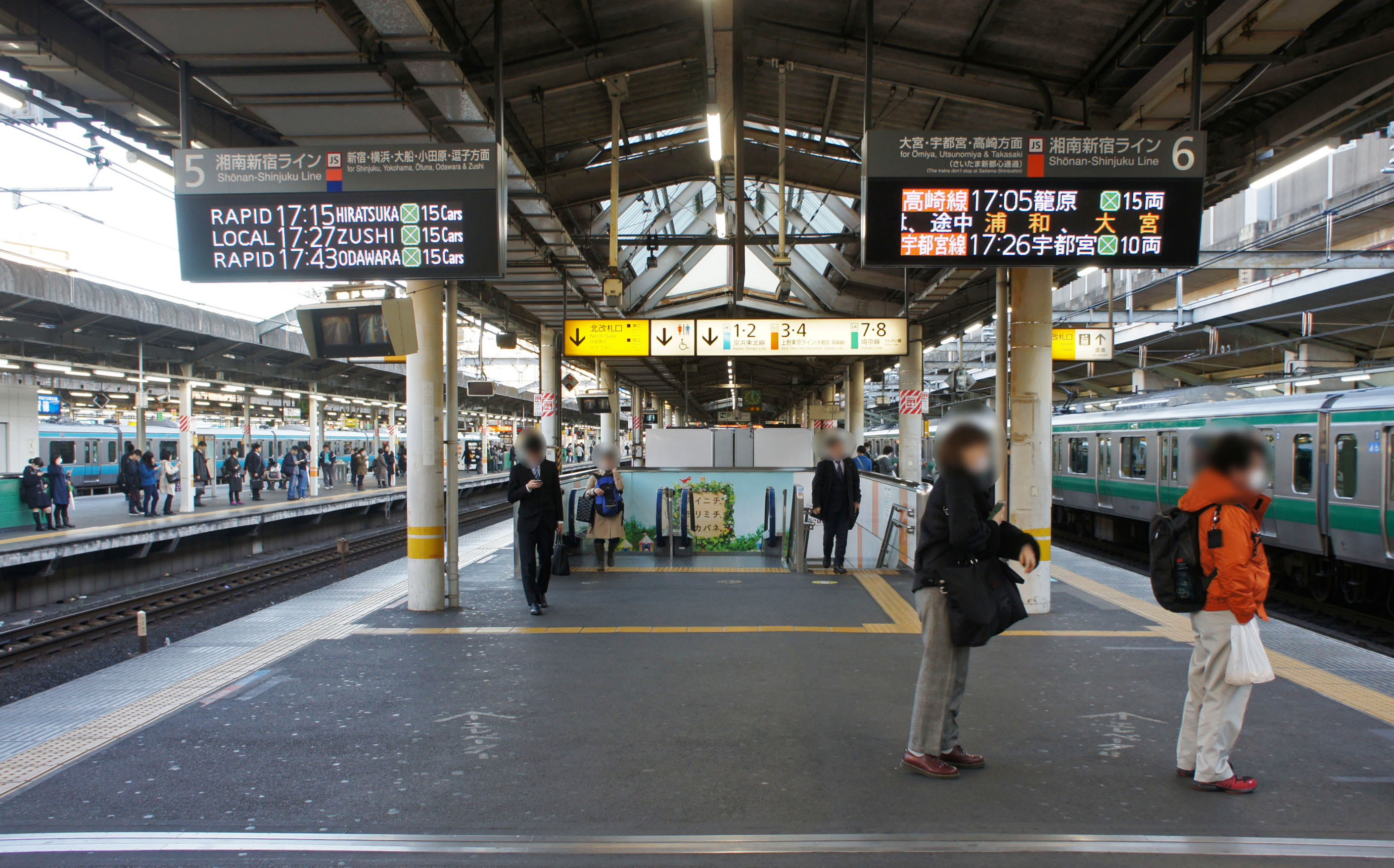
5、6號線月台（2019年3月）
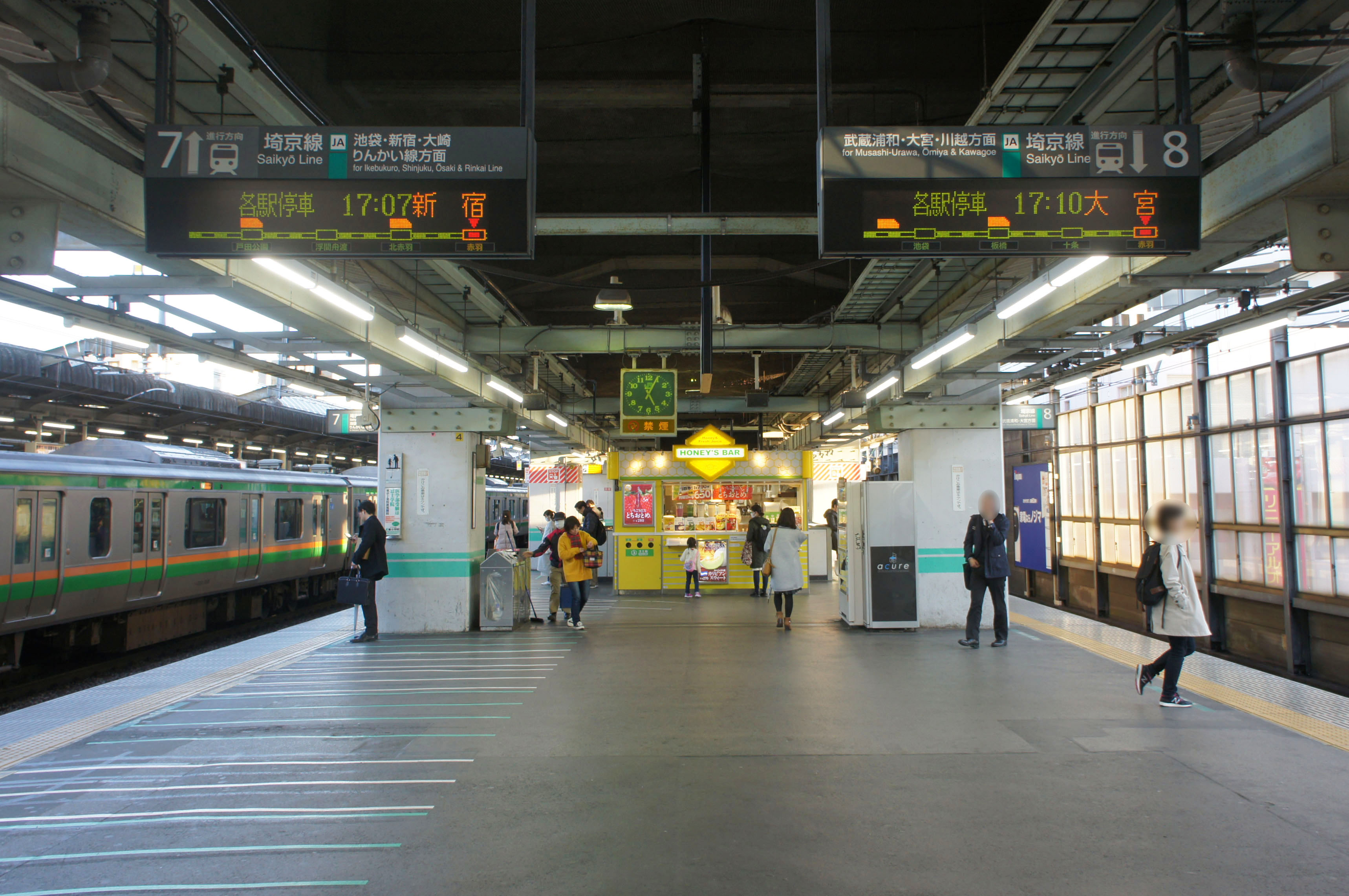
7、8號線月台（2019年3月）

### 發車音樂
5、6號線在2018年11月16日改用當地出身的ELEPHANT KASHIMASHI樂曲。

### 設備

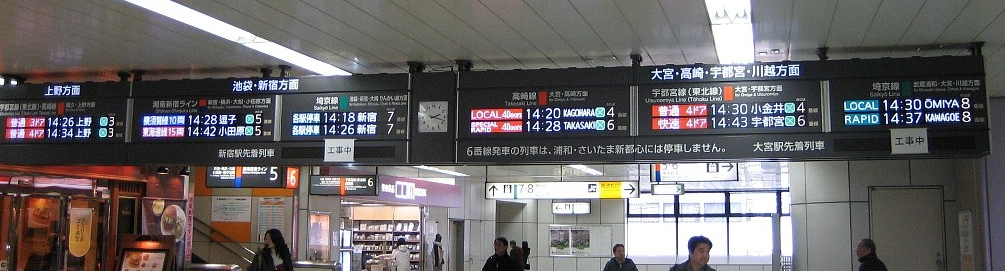
付費區大廳設置的全彩LED式列車資訊顯示器（上野東京線開業前的畫面，當時浦和站還沒有湘南新宿線的月台）

2007年2月，檢票口、車站大廳內設置全彩LED式列車資訊顯示器。
站房是以岩淵水門（通稱「青水門」）為意象所建造。
南側付費區大廳內原有吉野家與JR東日本外食集團企業JR東日本食品公司 (JEFB) 合作的JR站內2號店「駅の牛丼 吉野家 JEFB」，但已於2012年8月底閉店。
北側付費區大廳完成整修拓寬工程後，商場ecute赤羽開幕。

### ecute赤羽
ecute赤羽位於北側付費區大廳內，是2011年3月26日開幕、由JR東日本都市開發營運的付費區內商業設施（其他多數ecute是由JR東日本零售網營運）。同年9月23日南檢票口側的增設區整備完成，全面開幕。商場以甜點、餐飲店為核心，並有超商「NewDays」、咖啡店「BECK'S COFFEE SHOP」、蕎麥麵店「そばいち」、書店「BOOK EXPRESS」等，以及雜貨、女裝等商店。

### Beans赤羽

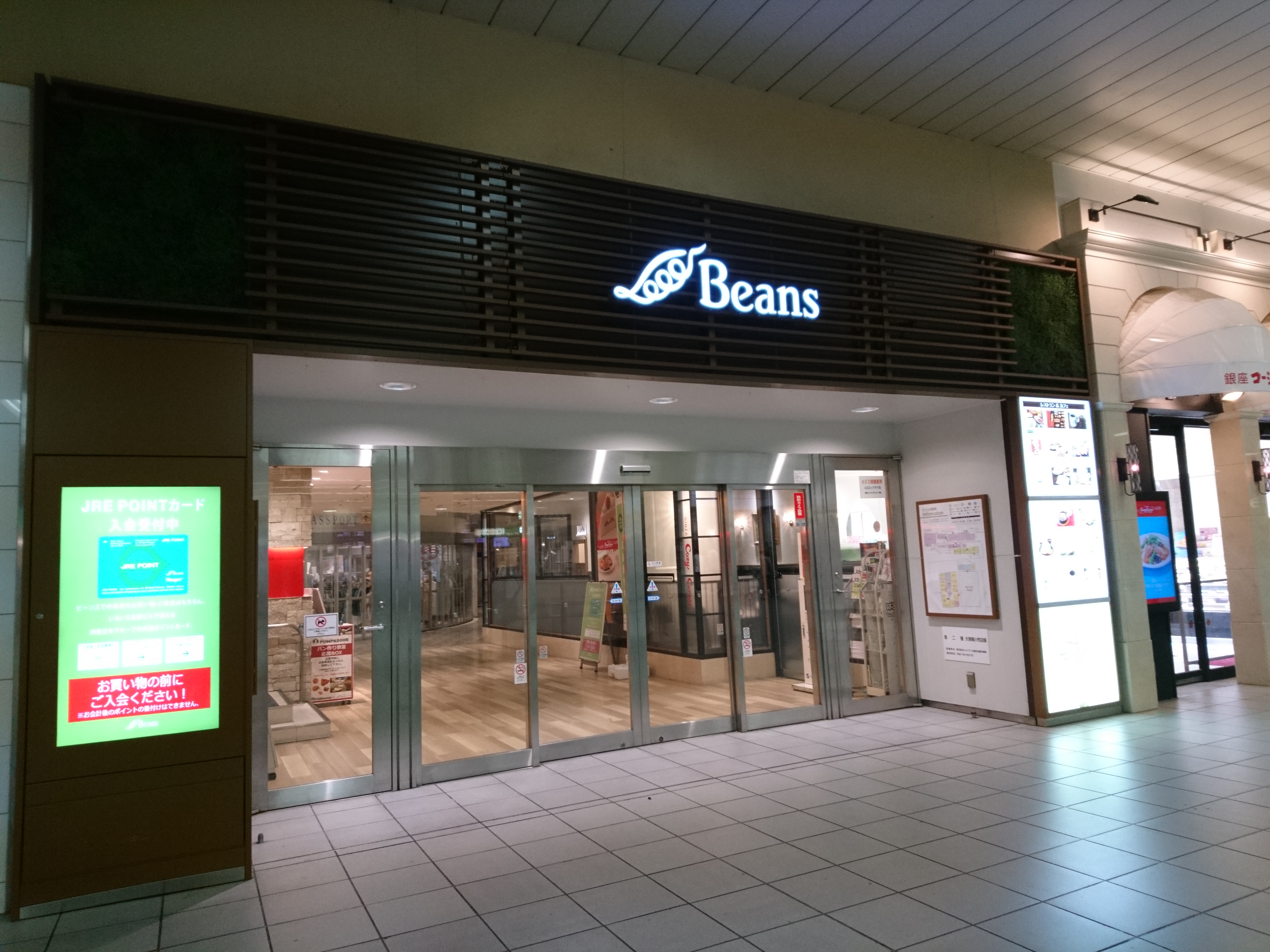
Beans赤羽（2019年6月2日）

Beans赤羽是北側付費區外高架下的購物商場。由JR東日本都市開發營運。
除了餐飲店與雜貨等商店，還有VIVA HOME與Sports Authority、湯澤屋等在此展店。亦有停車場供顧客使用。
原先北口剪票口前至都道460號之間的高架下空間是「ARCADE赤羽2」、都道460號以北的高架下空間是「ARCADE赤羽3 生活提案館」。2010年，南口剪票口外的「ARCADE赤羽1」要改建為「ecute赤羽」而關閉。4年後的2014年11月13日，ARCADE赤羽2與3合併為「Beans赤羽」。

## 使用情況
- JR東日本 - 2023年度的1日平均上車人次為91,642人[JR 1]。
JR東日本車站當中次於錦絲町站排行第35位，在未與其他鐵路公司轉乘的車站當中排行第1位。

本站是埼玉縣川口市、蕨市、戶田市、埼玉市等該縣都市往東京都心部移動時的必經車站，也是與山手線西側並行的埼京線、湘南新宿線（池袋、新宿、澀谷站方向）與山手線東側的京濱東北線、宇都宮線、高崎線（上野、東京、品川站方向）的分岐站，因此站內有大量轉乘人潮。此外，也有多條巴士往來川口市內。
近年1日平均上車人次的推移如下表。

### 各年度1日平均上車人次（1953年 - 2000年）
| 年度               | 1日平均 上車人次 | 來源              |
| ------------------ | ---------------- | ----------------- |
| 1953年（昭和28年） | 46,593           | [ 東京都統計 1 ]  |
| 1954年（昭和29年） | 49,971           | [ 東京都統計 2 ]  |
| 1955年（昭和30年） | 52,532           | [ 東京都統計 3 ]  |
| 1956年（昭和31年） | 57,153           | [ 東京都統計 4 ]  |
| 1957年（昭和32年） | 61,687           | [ 東京都統計 5 ]  |
| 1958年（昭和33年） | 66,003           | [ 東京都統計 6 ]  |
| 1959年（昭和34年） | 73,455           | [ 東京都統計 7 ]  |
| 1960年（昭和35年） | 80,755           | [ 東京都統計 8 ]  |
| 1961年（昭和36年） | 86,929           | [ 東京都統計 9 ]  |
| 1962年（昭和37年） | 98,529           | [ 東京都統計 10 ] |
| 1963年（昭和38年） | 107,911          | [ 東京都統計 11 ] |
| 1964年（昭和39年） | 112,416          | [ 東京都統計 12 ] |
| 1965年（昭和40年） | 114,935          | [ 東京都統計 13 ] |
| 1966年（昭和41年） | 119,768          | [ 東京都統計 14 ] |
| 1967年（昭和42年） | 123,764          | [ 東京都統計 15 ] |
| 1968年（昭和43年） | 124,848          | [ 東京都統計 16 ] |
| 1969年（昭和44年） | 116,474          | [ 東京都統計 17 ] |
| 1970年（昭和45年） | 109,074          | [ 東京都統計 18 ] |
| 1971年（昭和46年） | 107,560          | [ 東京都統計 19 ] |
| 1972年（昭和47年） | 103,200          | [ 東京都統計 20 ] |
| 1973年（昭和48年） | 104,474          | [ 東京都統計 21 ] |
| 1974年（昭和49年） | 106,501          | [ 東京都統計 22 ] |
| 1975年（昭和50年） | 95,134           | [ 東京都統計 23 ] |
| 1976年（昭和51年） | 99,255           | [ 東京都統計 24 ] |
| 1977年（昭和52年） | 96,044           | [ 東京都統計 25 ] |
| 1978年（昭和53年） | 94,121           | [ 東京都統計 26 ] |
| 1979年（昭和54年） | 92,079           | [ 東京都統計 27 ] |
| 1980年（昭和55年） | 89,874           | [ 東京都統計 28 ] |
| 1981年（昭和56年） | 89,222           | [ 東京都統計 29 ] |
| 1982年（昭和57年） | 88,386           | [ 東京都統計 30 ] |
| 1983年（昭和58年） | 87,497           | [ 東京都統計 31 ] |
| 1984年（昭和59年） | 86,466           | [ 東京都統計 32 ] |
| 1985年（昭和60年） | 85,940           | [ 東京都統計 33 ] |
| 1986年（昭和61年） | 83,145           | [ 東京都統計 34 ] |
| 1987年（昭和62年） | 83,276           | [ 東京都統計 35 ] |
| 1988年（昭和63年） | 87,104           | [ 東京都統計 36 ] |
| 1989年（平成元年） | 87,068           | [ 東京都統計 37 ] |
| 1990年（平成02年） | 87,460           | [ 東京都統計 38 ] |
| 1991年（平成03年） | 88,438           | [ 東京都統計 39 ] |
| 1992年（平成04年） | 86,759           | [ 東京都統計 40 ] |
| 1993年（平成05年） | 87,534           | [ 東京都統計 41 ] |
| 1994年（平成06年） | 86,529           | [ 東京都統計 42 ] |
| 1995年（平成07年） | 86,361           | [ 東京都統計 43 ] |
| 1996年（平成08年） | 84,896           | [ 東京都統計 44 ] |
| 1997年（平成09年） | 81,930           | [ 東京都統計 45 ] |
| 1998年（平成10年） | 80,594           | [ 東京都統計 46 ] |
| 1999年（平成11年） | 80,197           | [ 東京都統計 47 ] |
| 2000年（平成12年） | 82,041           | [ 東京都統計 48 ] |

### 各年度1日平均上車人次（2001年以後）
| 年度               | 1日平均 上車人次 | 來源              |
| ------------------ | ---------------- | ----------------- |
| 2001年（平成13年） | 82,141           | [ 東京都統計 49 ] |
| 2002年（平成14年） | 83,585           | [ 東京都統計 50 ] |
| 2003年（平成15年） | 85,083           | [ 東京都統計 51 ] |
| 2004年（平成16年） | 85,238           | [ 東京都統計 52 ] |
| 2005年（平成17年） | 86,459           | [ 東京都統計 53 ] |
| 2006年（平成18年） | 87,339           | [ 東京都統計 54 ] |
| 2007年（平成19年） | 88,632           | [ 東京都統計 55 ] |
| 2008年（平成20年） | 88,351           | [ 東京都統計 56 ] |
| 2009年（平成21年） | 88,085           | [ 東京都統計 57 ] |
| 2010年（平成22年） | 86,869           | [ 東京都統計 58 ] |
| 2011年（平成23年） | 87,346           | [ 東京都統計 59 ] |
| 2012年（平成24年） | 88,140           | [ 東京都統計 60 ] |
| 2013年（平成25年） | 89,742           | [ 東京都統計 61 ] |
| 2014年（平成26年） | 89,489           | [ 東京都統計 62 ] |
| 2015年（平成27年） | 92,146           | [ 東京都統計 63 ] |
| 2016年（平成28年） | 93,534           | [ 東京都統計 64 ] |
| 2017年（平成29年） | 95,851           | [ 東京都統計 65 ] |
| 2018年（平成30年） | 97,249           | [ 東京都統計 66 ] |
| 2019年（令和元年） | 98,370           |                   |
| 2020年（令和02年） | 73,842           | [ 東京都統計 67 ] |
| 2021年（令和03年） | 78,321           | [ 東京都統計 68 ] |
| 2022年（令和04年） | 86,518           | [ 東京都統計 69 ] |
| 2023年（令和05年） | 91,642           |                   |

## 車站周邊
本站由於位於舊赤羽村域內，因此命名為「赤羽站」。然而，本站北部有以宿場町聞名的舊岩淵宿，舊岩淵宿與舊羽村等合併時更以岩淵宿命名為舊岩淵町。但在本站周邊發展之下，作為站名的「赤羽」知名度逐漸高於地名「岩淵」。所以在第二次世界大戰後，地名「岩淵」全部改為「赤羽」，但在地方居民的努力之下，地名「岩淵」成功保留至今，例如東京地下鐵南北線的站名赤羽「岩淵」。不過，舊岩淵宿域現在已完全成為赤羽的生活圈。
本站周邊是北區的商業中心。東北本線還在地面時，車站前後有許多「打不開的平交道」，東西街區被鐵道徹底分割，直至高架化後才打通東西兩側，重新縫合市區。
根據東京都青少年、治安對策本部的調查（2013年7月發表），赤羽站周邊的自行車違停數量在平成24年度為都內最多（平成22年度調査以來皆為都內最多）。

### 東口
為悠久的商業區，有多條商店街、柏青哥店與居酒屋。南側是歡樂街。北本通周邊是戰後較早實施區劃整理的地區，街區較為方正整齊。
從東口沿著赤羽東本通步行10分鐘可達東京地下鐵南北線和埼玉高速鐵道線的赤羽岩淵站。
- JR東日本赤羽METS飯店（日语：JR東日本ホテルメッツ）
- 西友赤羽店（本社附設）
- PALTAC（日语：PALTAC）東京支社
- 赤羽公園
- 北區役所赤羽區民事務所
- 赤羽會館
- 赤羽郵便局（日语：赤羽郵便局）
  - 郵貯銀行赤羽店
- 東京消防廳赤羽消防署
- 赤羽一番街商店街
- 赤羽鈴蘭通商店街（LaLa Garden）
  - 大榮（日语：ダイエー）赤羽店
- 博慈會紀念綜合醫院（日语：博慈会記念総合病院）（搭乘巴士）
- 都市農業公園（日语：都市農業公園）（搭乘巴士）
- 荒川
- 岩淵水門（日语：岩淵水門）
- 新河岸川（日语：新河岸川）、隅田川
- 成立學園中學校、高等學校（日语：成立学園中学校・高等学校）
- Book Off赤羽站東口店
- 國道122號（北本通）

### 西口

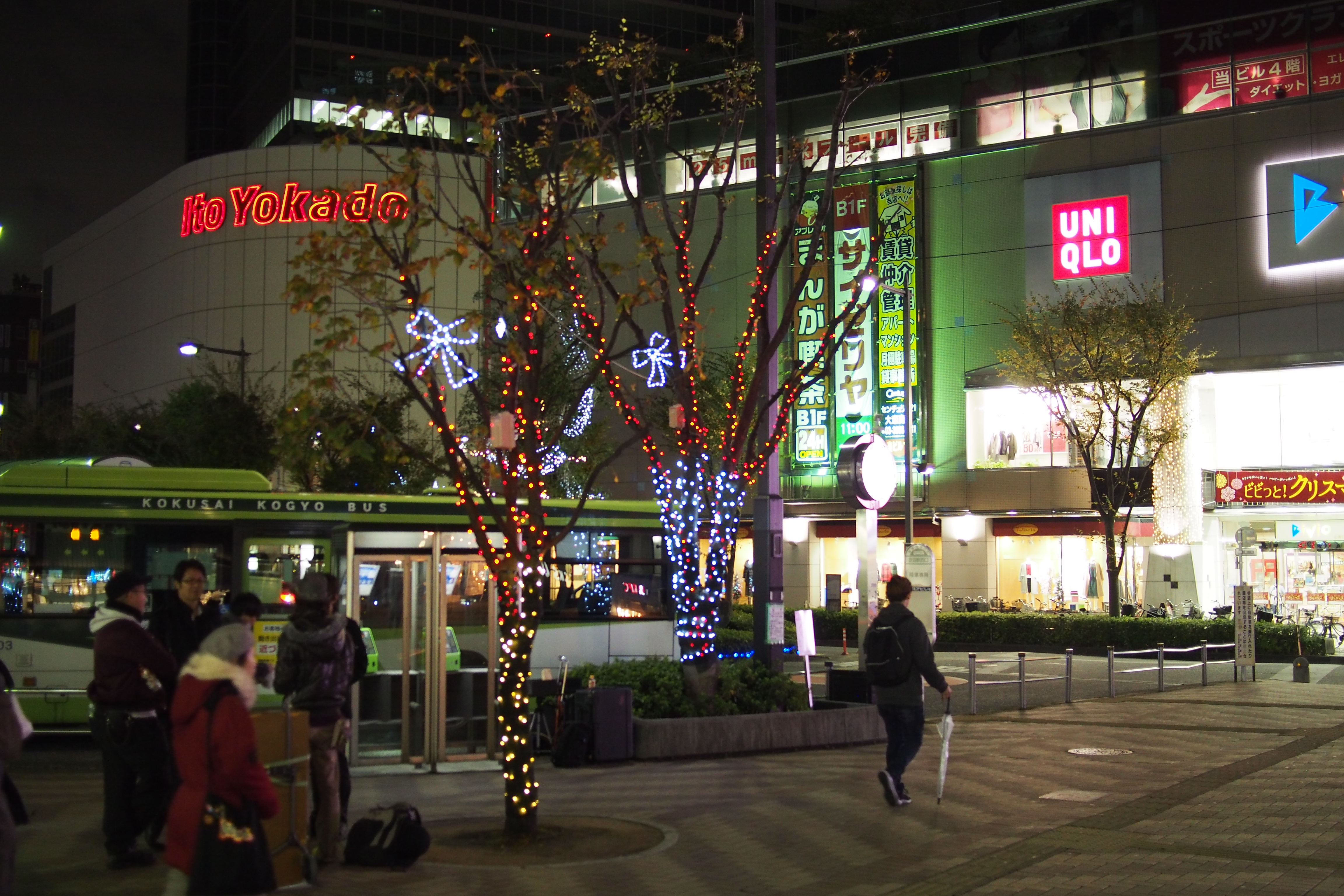
伊藤洋華堂赤羽店

1980年代至1990年代進行再開發（Pal Road赤羽），站前興建多棟大型超市與公寓。周邊為住宅區。由於地處丘陵地帶，沒有大型道路或商業設施。北側一帶的丘陵地上有赤羽台團地，其下方有赤羽台隧道，該道路可通往北赤羽站。
- Pal Road1（APIRE （页面存档备份，存于））
- Pal Road2（Bivio （页面存档备份，存于））
- Pal Road3（伊藤洋華堂赤羽店）

- 赤羽站前郵便局
- 星美學園（日语：学校法人星美学園）短期大學、高等學校、中學校（日语：星美学園中学校・高等学校）、小學校（日语：星美学園小学校）
- 東洋大學赤羽台校區（日语：東洋大学赤羽台キャンパス）
- 東京北醫療中心（日语：東京北医療センター）（搭乘巴士）
- 國立西丘足球場（日语：国立西が丘サッカー場）
- 國立運動科學中心（日语：国立スポーツ科学センター）
- 國際興業巴士赤羽營業所（日语：国際興業バス赤羽営業所）
- 本蓮沼站（都營地下鐵三田線）
- 東京都立赤羽商業高等學校（日语：東京都立赤羽商業高等学校）
- 淑德大學（東京校區）
- 稻付城跡（日语：静勝寺）

## 路線巴士
東口與西口都有巴士總站，可搭乘國際興業巴士、關東巴士、東京都交通局的路線巴士。2015年4月1日起，往羽田機場的機場接駁巴士在東口9號乘車處發車。

### 東口
| 乘車處   | 系統         | 主要行經地                                               | 目的地           | 運行業者                        | 管轄             | 備註     |
| -------- | ------------ | -------------------------------------------------------- | ---------------- | ------------------------------- | ---------------- | -------- |
| 1號      | 赤21         | 荒川大橋、川口元鄉站、坂口、南鳩谷站、鳩谷廳舍           | 鳩谷公團住宅     | ■國際興業                       | 鳩谷             | 深夜巴士 |
| 1號      | 赤23         | 荒川大橋、領家工場街、鹿濱                               | 西新井站         | ■國際興業                       | 赤羽             |          |
| 1號      | 赤23-3       | 荒川大橋、領家工場街、鹿濱                               | 西新井大師西站   | ■國際興業                       | 赤羽             | 深夜巴士 |
| 2號      | 赤13         | 峯八幡宮、戶塚安行站                                     | 東川口站北口     | ■國際興業                       | 川口             | 深夜巴士 |
| 2號      | 赤26         | 鹿濱橋、椿二丁目、加賀團地、入谷町                       | 舍人團地         | ■國際興業                       | 川口             |          |
| 2號      | 赤27         | 鹿濱橋、椿二丁目、江北陸橋下、西新井大師                 | 西新井站         | ■國際興業                       | 赤羽             | 深夜巴士 |
| 2號      | 赤27-3       | 鹿濱橋、椿二丁目                                         | 江北陸橋下       | ■國際興業                       | 赤羽             | 週六一班 |
| 3號      | 赤12         | 川口站東口、上青木交番                                   | 東浦和站         | ■國際興業                       | 鳩谷             | 深夜巴士 |
| 3號      | 赤25         | 新田二丁目、Heart Island入口                             | Heart Island循環 | ■國際興業                       | 赤羽             |          |
| 3號      | 赤25-2       | 新田二丁目、Heart Island入口                             | Heart Island東   | ■國際興業                       | 赤羽             |          |
| 4號      | 赤11         | 川口站東口、西川口站東口、蕨站東口                       | 南浦和站西口     | ■國際興業                       | 戶田             | 深夜巴士 |
| 5號、9號 | 赤31         | 上十條五丁目、大和町、豐玉北、野方站北口                 | 高圓寺站北口     | ■國際興業 ■關東                 | 赤羽 阿佐谷      |          |
| 5號、9號 | 赤95         | 上十條五丁目                                             | 赤羽車庫         | ■國際興業                       | 赤羽             | 出入庫   |
| 6號      | 赤20         | 荒川大橋、川口元鄉站、坂口、南鳩谷站、鳩谷廳舍、新井宿站 | 川口市立醫療中心 | ■國際興業                       | 鳩谷             | 僅白天   |
| 6號      | 赤21         | 荒川大橋、川口元鄉站、坂口、南鳩谷站、鳩谷廳舍           | 鳩谷公團住宅     | ■國際興業                       | 鳩谷             |          |
| 8號      | IHATOV號     | 平泉站、水澤站、北上站、花卷站                           | 紫波中央站       | 岩手縣交通                      | 北上             | 夜行     |
| 無號     | 王57         | 岩淵町、北區神谷町、王子站                               | 豐島五丁目團地   | ■都營                           | 北               |          |
| 9號      | 機場接駁巴士 | （直行）                                                 | 羽田機場         | ■國際興業 東京巴士 京濱急行巴士 | 戶田 足立 京濱島 |          |

- （深夜急行巴士）
  - 池袋站西口→赤羽站東口→東浦和站（僅下車）（國際興業鳩谷營業所）
- 深夜巴士1時10分發車班次僅始發站赤羽站東口可上車。
- 1～4號巴士站在東口站前圓環內，其他距離東口步行3～5分鐘左右。

### 西口
| 乘車處            | 系統              | 主要行經地                                                   | 目的地                                                       | 運行業者  | 管轄      | 備註     |
| ----------------- | ----------------- | ------------------------------------------------------------ | ------------------------------------------------------------ | --------- | --------- | -------- |
| 1號               | 赤56              | 志村坂上、中台三丁目、西台站                                 | 高島平操車場                                                 | ■國際興業 | 志村      |          |
| 1號               | 赤56-2            | 志村坂上                                                     | 志村三丁目站                                                 | ■國際興業 | 志村      | 出入庫   |
| 1號               | 赤56-3            | 志村坂上                                                     | 中台三丁目                                                   | ■國際興業 | 志村      | 深夜巴士 |
| 2號               | 赤73              | 志村坂上、志村三丁目站、蓮根站、西台站、高島平站             | 西高島平站                                                   | ■國際興業 | 志村      | 深夜巴士 |
| 2號               | 赤52              | 赤羽西六丁目、本蓮沼站                                       | 蓮沼循環                                                     | ■國際興業 | 赤羽      |          |
| 2號               | 赤54              | 桐丘高校、赤羽北三丁目、赤羽鄉                               | 桐丘循環                                                     | ■國際興業 | 赤羽      |          |
| 2號               | 赤54-1            | 赤羽鄉、赤羽北三丁目、體育館                                 | 桐丘循環                                                     | ■國際興業 | 赤羽      | 僅早晨   |
| 2號               | 赤54-1            | 體育館、赤羽北三丁目、赤羽鄉                                 | 桐丘循環                                                     | ■國際興業 | 赤羽      | 僅傍晚   |
| 2號               | 赤96              | 體育館、赤羽北三丁目、赤羽鄉                                 | 赤羽車庫                                                     | ■國際興業 | 赤羽      |          |
| 2號               | 赤54-2            | 桐丘高校、赤羽北三丁目、體育館                               | 桐丘高校、體育館循環                                         | ■國際興業 | 赤羽      |          |
| 3號               | 赤53              | 志村一丁目、前野町三丁目                                     | 常盤台站                                                     | ■國際興業 | 赤羽      | 深夜巴士 |
| 3號               | 赤71              | 北赤羽站入口                                                 | 浮間舟渡站                                                   | ■國際興業 | 赤羽      | 深夜巴士 |
| 3號               | 赤72              | 北赤羽站入口、浮間舟渡站                                     | 戶田公園站                                                   | ■國際興業 | 赤羽      | 深夜巴士 |
| 4號               | 赤51              | 本蓮沼站、大和町、豐島醫院                                   | 池袋站東口                                                   | ■國際興業 | 赤羽      |          |
| 4號               | 赤57              | 【經隧道】本蓮沼站、大和町、豐島醫院                         | 日大醫院                                                     | ■國際興業 | 池袋 赤羽 |          |
| 4號               | 赤57-2            | 【經隧道】本蓮沼站                                           | 大和町                                                       | ■國際興業 | 赤羽      | 僅夜間   |
| 5號               | 赤58              | 師團坂通                                                     | 東京北醫療中心                                               | ■國際興業 | 赤羽      |          |
| 5號               | 赤80-2            | 【經隧道】赤羽鄉                                             | 赤羽車庫                                                     | ■國際興業 | 赤羽      | 出入庫   |
| 6號               | 赤50              | 姥橋、十條站、北區役所                                       | 王子站                                                       | ■國際興業 | 赤羽      |          |
| 7號               | 赤02              | 志村三丁目站、大東文化大學、赤塚廳舍                         | 成增站北口                                                   | ■國際興業 | 志村      |          |
| 7號               | 赤83              | 北赤羽站入口、志村坂下                                       | 志村三丁目站                                                 | ■國際興業 | 志村      | 出入庫   |
| 8號               | 赤01              | 志村三丁目站、練馬北町車庫、平和台站、豐島園                 | 練馬站                                                       | ■國際興業 | 練馬      |          |
| 8號               | 赤85              | 志村三丁目站、練馬北町車庫                                   | 平和台站                                                     | ■國際興業 | 練馬      | 出入庫   |
| 9號（坂下乘車處） | 9號（坂下乘車處） | 赤50往王子站、赤51往池袋站東口、赤58往東京北醫療中心在此停車 | 赤50往王子站、赤51往池袋站東口、赤58往東京北醫療中心在此停車 | ■國際興業 |           |          |

- 深夜巴士1時10分發車班次僅始發站赤羽站西口可上車。
- 90年代前半以前，除赤02以外所有西口巴士路線都停靠坂下乘車處。（當時赤02在東口發車）

## 赤羽站翻新計畫

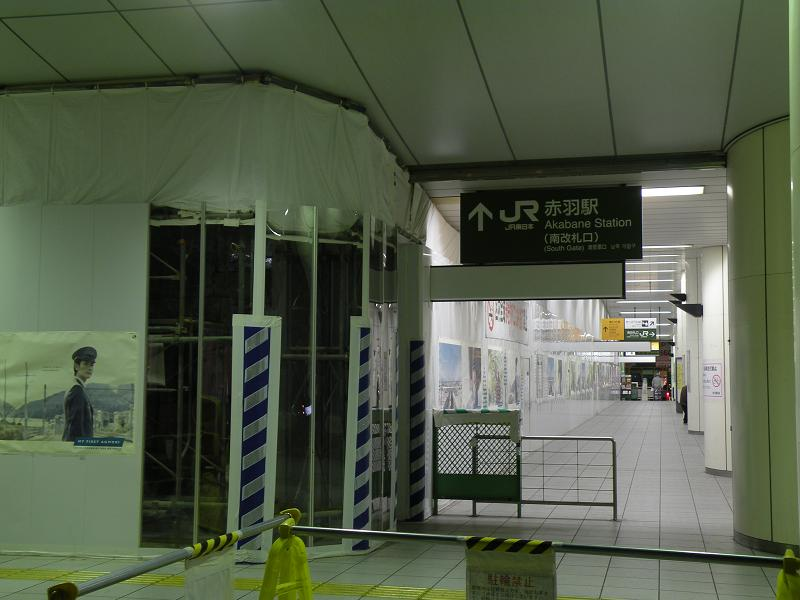
工程中的「ARCADE赤羽1」舊址。

JR東日本在2011年1月19日發表「赤羽站翻新計畫」。翻新計畫集中在北付費區內。
- 車站中央整備轉乘用新大廳，提升乘客便利性。新大廳設置電扶梯連通各月台。
- 地板，天花板翻新與重新配置站內標示。
- 開設付費區內商業設施「ecute赤羽」）。

付費區內翻新在發表以前就已開始動工，而面對南檢票口的付費區外商業設施「ARCADE赤羽1」由於鄰接過去北付費區內的店鋪，因此規劃改建為新大廳與ecute。北付費區內的商店在同年年底以前全部閉店，月台上的部分店鋪也配合撤除。
工程分為2期，2011年3月完成北付費區內翻新與ecute赤羽部分開幕，同年9月完成轉乘大廳整備、電扶梯的設置，ecute也全面開幕。

## 相鄰車站
東日本旅客鐵道
 宇都宮線（東北本線）、高崎線、上野東京線
- 特急「草津」「赤城」「Swallow赤城」停車站
- 臨時特急「水上」停車站
- 臨時特急「舞孃」停車站

■快速「Rabbit」「Urban」
上野（JU 02）－赤羽（JU 04）－浦和（JU 05）
■通勤快速、■普通
尾久（JU 03）－赤羽（JU 04）－浦和（JU 05）
 湘南新宿線
- 臨時特急「Super View舞孃」停車站

■特別快速、■快速、■普通
池袋（JS 21）－赤羽（JS 22）－浦和（JS 23）
 京濱東北線
■快速、■各站停車
東十條（JK 37）－赤羽（JK 38）－川口（JK 39）
 埼京線
■通勤快速
十條（JA 14）－赤羽（JA 15）－武藏浦和（JA 21）
■快速
十條（JA 14）－赤羽（JA 15）－戶田公園（JA 18）
■各站停車
十條（JA 14）－赤羽（JA 15）－北赤羽（JA 16）

## 外部連結
- 車站資訊（赤羽）：東日本旅客鐵道

35°46′41.1″N 139°43′14.8″E / 35.778083°N 139.720778°E